# Star Ocean
Star Ocean (スターオーシャン, Sutā Ōshan) é uma série RPG eletrônico desenvolvida pela tri-Ace e e publicada pela Square Enix. A história de todas as versões tem um tema de ficção científica, e ao mesmo tempo envolve parte medievais(planetas pouco desenvolvidos).

## Jogos
- Star Ocean, lançado em 1996 para SNES. Nunca lançado fora do Japão, mas foi traduzido por fãs.
  - Star Ocean: The First Departure, lançado em 2007 para PSP. É um remake do primeiro jogo.
- Star Ocean: The Second Story, lançado em 1998 para PlayStation.
  - Star Ocean: The Second Evolution, lançado em 2008 para PSP. É remake de Star Ocean: The Second Story.
- Star Ocean: Blue Sphere, lançado em 2001 para Game Boy Color.
- Star Ocean: Till the End of Time, lançado em 2003 para PlayStation 2.
- Star Ocean: The Last Hope, lançado em 2009 para Xbox 360 e em 2010 para Playstation 3.
- Star Ocean: Integrity and Faithlessness foi anunciado em 14 de Abril de 2015 para PlayStation 3 e PlayStation 4. A história se situará entre Star Ocean 2 e Star Ocean 3, no ano 537 SD, como visto no primeiro teaser.

## Anime e mangá
Star Ocean EX é uma série inacabada.

## Star Ocean
- Ratix Farrence
- Milly Kiliet
- Ronixis J. Kenni
- Iria Silvestoli
- Fear Mell
- Ashlay Barnbelt
- Cius Warren
- Marvel Frozen
- Joshua Jerand
- Perisie Remember
- Tinek Arukena

## Star Ocean 2
- Claude C. Kenni
- Rena Lanford
- Celine Jules
- Dias Flac
- Ashton Anchors
- Opera Vectra
- Precis F. Neumann
- Bowman Jean
- Leon D. Geeste
- Ernest Raviede
- Noel Chandler
- Chisato Madison

## Star Ocean 3
- Fayt Leingod
- Sophia Esteed
- Cliff Fittir
- Maria Traydor
- Nel Zelpher
- Roger S. Huxley
- Albel Nox
- Peppita Rossetti
- Mirage Koas
- Adray Lasbard

## Star Ocean 4
- Edge Maverick
- Reimi Saionji
- Faize Sheifa Beleth
- Lymle Lemuri Phi
- Bacchus D-79
- Meracle Chamlotte
- Myuria Tionysus
- Arumat P. Thanatos
- Sarah Jerand